# 천내역
천내역(川內驛)은 조선민주주의인민공화국 강원도 천내군에 있는 천내선의 철도역이다.

## 연혁
- 1927년 11월 1일: 영업 개시[1]